# Xestospongia muta
Xestospongia muta är en svampdjursart som först beskrevs av Schmidt 1870.  Xestospongia muta ingår i släktet Xestospongia och familjen Petrosiidae.
Artens utbredningsområde är Karibiska havet. Inga underarter finns listade i Catalogue of Life.